# Tabanus alticola
Tabanus alticola är en tvåvingeart som beskrevs av Philip 1959. Tabanus alticola ingår i släktet Tabanus och familjen bromsar. Inga underarter finns listade i Catalogue of Life.